# 꽝응아이성
꽝응아이성(베트남어: Quảng Ngãi / 廣義省)은 베트남 중남부 남중국해와 접해 있는 해안에 위치한 성단위 행정 구역이다. 하노이에서 883km, 호찌민에서 838km 떨어진 곳에 있다.

## 역사
꽝응아이는 고대 사후인 문화의 중심지였다. 사후인 문화의 유적지들이 득포현 사후인에서 발견되었다. 참파는 현재의 꽝응아이 지역을 꽝남성과 비자야보다 덜 중시했다. 1471년, 이 지역은 비자야(빈딘성)와 함께 베트남의 일부가 되었지만, 지금도 여전히 소수의 참족이 남아 있다. 19세기 초 꽝응아이 장성이 이 지방에 건설되었다. 이것은 베트남인과 흐레족의 안전을 개선하고 무역을 촉진시켰다.
꽝응아이성은 1945년 3월에 베트남 중부에서 꽝찌와 함께 최초의 자위대를 조직한 최초의 성 중 하나였다. 바트 게릴라 부대는 수만 명의 농민이 가담하였고, 이들은 베트남 전쟁 동안 베트콩으로 알려졌다.
꽝응아이는 베트남 전쟁 당시 베트콩의 기지가 있었던 곳이며, 1968년에는 미라이 학살과 관련된 사건이 있었던 곳으로, 지금은 유명한 의무병의 일기인 당투이쩜의 일기가 여기서 쓰여졌다.
꽝응아이성은 짜빈동 전투가 일어난 곳이다.

## 지리
꽝응아이의 지형은 성의 중심부 해안을 따라 넓은 평야와 서부의 산과 언덕 그리고 꽝남성과 빈딘성의 경계로 특징지어 진다. 저지대는 짜쿡강을 따라 내륙으로 확장된다. 꽝응아이에서 가장 높은 봉우리는 꽝남성 경계 근처 지방 서쪽 1630m에 있다. 해안선은 베트남 중남부 해안에서는 드물게 성의 남부과 중부 대부분 지역에서 비교적 똑바르게 형성되어있다. 며 (중남부 해안에서는 드물다 ) 꽝응아이 시 북쪽에는 여러 개의 만이 인상적으로 펼쳐져 있다. 꽝응아이에서 가장 큰 강은 짜쿡강이며, 그 밖의 중요한 강으로는 북부에서는 짜봉강이 있고, 남부에서는 베강이 있다. 리선섬은 꽝응아이에 속한다. 태풍의 영향이 잦은 편이다.

## 주민
꽝응아이성의 인구는 2009년을 기준으로 1,219,200명이다. 그 중 약 40%가 꽝응아이시와 선띤현과 뜨응이어현 2개의 현에 집중되어 있다. 대부분의 꽝응아이 해안 지역이 평방 킬로미터의 면적에 400명에 달하는데 반해 그곳의 인구 밀도는 500명에서 3600명에 이른다. 5개의 서부 현은 인구 밀도가 100/km2 미만이며 그중 세 곳(떠이짜현, 선짜현, 바트현)은 50/km2 미만이다. 꽝응아이는 중남부 지방에서 도시화가 드딘 지역이며, 인구의 14.4%만이 도시와 읍에 살고 있다. 인구는 2000년에서 2007년 사이에 연평균 1%씩 증가했다. 반면 도시 인구 증가율은 평균 3.9%로 이 지역에서 가장 높은 비율이었다.
연안의 저지대는 대부분 인종적으로 동일하며, 99% 이상의 대부분 인구가 킨족으로 구성되어 있다. 이 지방 남서쪽에는 큰 흐레족 커뮤니티가 있다. 바떠현, 선하현(선떠이도 포함 ), 그리고 민롱현(1996년 기준)의 인구 대부분이 이들 흐레족으로 구성되어 있다. 짜봉현의 약간의 과반수(떠이짜현도 포함)는 꼬족이다. 선하현에 있는 써당에도 소수민족이 있다.

## 행정 구역

### 시
- 꽝응아이시 (Quảng Ngãi / 廣義)

### 시사
- 득포시사 (Đức Phổ / 德普)

### 현
- 바떠현 (Ba Tơ / 波澌)
- 빈선현 (Bình Sơn / 平山)
- 민롱현 (Minh Long / 明隆)
- 모득현 (Mộ Đức / 慕德)
- 응이어하인현 (Nghĩa Hành / 義行)
- 선하현 (Sơn Hà / 山河)
- 선떠이현 (Sơn Tây / 山西)
- 선띤현 (Sơn Tịnh / 山靜)
- 짜봉현 (Trà Bồng / 茶蓬)
- 뜨응이어현 (Tư Nghĩa / 思義)
- 리선현 (Lý Sơn / 理山)

## 같이 보기
- 미라이 학살
- 당투이쩜